# Bahnhof Hamburg-Stellingen (Arenen)
Der Bahnhof Hamburg-Stellingen (Arenen) ist eine Station der S-Bahn Hamburg im Hamburger Stadtteil Stellingen. Es verkehren dort die Linien S3 und S5.

## Geschichte
Der erste Bahnhof Stellingen wurde 1884 auf der Strecke der AKN Eisenbahn eröffnet. 1912 wurde die Strecke verlegt und ein neuer Bahnhof entstand. Der AKN-Bahnhof war etwas südlich des heutigen Bahnhofs gelegen. Das Zugangsgebäude von diesem Bahnhof wurde im Zweiten Weltkrieg zerstört.
1962 wurde die S-Bahn-Strecke bis Eidelstedt verlängert und in dem Zuge auch die Strecke der AKN verkürzt, die Station Stellingen entfiel damit vorerst. Erst am 22. Mai 1966 wurde die Station, nun Teil der Hamburger S-Bahn, mit einem neuen Zugangsgebäude und Bahnsteig wiedereröffnet. Ursprünglich lautete der Stationszusatz des Bahnhofs Volksparkstadion. Später wurde dies in Arena geändert, danach kam der heutige Zusatz Arenen.
Zum Anlass der Fußball-WM 2006 erfolgte ab dem 7. März 2005 eine Neugestaltung des Bahnhofs. Diese beinhaltete einen barrierefreien Ausbau der Station mit einem erhöhten Bahnsteig, einem Bodenleitsystem sowie einem Aufzug.
Geplant ist hier eine Station der U5 östlich des heutigen Bahnhofs. Diese Station soll sich in Tunnellage befinden und über vier Zugänge verfügen. Auch Barrierefreiheit ist an der kommenden U-Bahn-Station vorgesehen.

## Aufbau und Lage
Der Bahnhof verfügt, für die S-Bahn, über einen Mittelbahnsteig und ein Kehrgleis und befindet sich in Dammlage. Südöstlich des Bahnhofs befindet sich das Bahnbetriebswerk Hamburg-Eidelstedt sowie das Volksparkstadion und die Barclays Arena, die dem Bahnhof seinen Namenszusatz geben. Nördlich des Bahnhofs überbrückt die Bundesautobahn 7 die Strecke der S-Bahn.
Wie die meisten anderen Hamburger S-Bahn-Stationen auch verfügt der Bahnhof Stellingen über Sitzbänke, Uhren, Fahrkartenautomat, LCD-Monitore und eine SOS-Säule. Auch ein ServiceStore der Deutschen Bahn ist in der Nähe eingerichtet. Des Weiteren befindet sich hier ein kleiner öffentlicher Parkplatz sowie eine Station von StadtRAD Hamburg.
Bis zur nördlichen Nachbarhaltestelle Eidelstedt sind es ca. 0,8 km, bis zur südlichen Nachbarstelle Langenfelde sind es ca. 1,2 km. Bis zu den Arenen, von denen im Namenszusatz des Bahnhofs die Rede ist, sind es auch ungefähr 1,2 km.

## Verkehr
Am Bahnhof halten die S-Bahnlinien S3 und S5, die regulär im 10-Minuten-Takt verkehren. 
| Linie | Verlauf |
| ----- | --- |
| S 3   | Pinneberg – Thesdorf – Halstenbek – Krupunder – Elbgaustraße – Eidelstedt – Stellingen (Arenen) – Langenfelde – Diebsteich – Altona – Königstraße – Reeperbahn – Landungsbrücken – Stadthausbrücke – Jungfernstieg – Hauptbahnhof – Hammerbrook (City Süd) – Elbbrücken – Veddel (BallinStadt) – Wilhelmsburg – Harburg – Harburg Rathaus – Heimfeld (TU Hamburg) – Neuwiedenthal – Neugraben                                                     |
| S 5   | Elbgaustraße – Eidelstedt – Stellingen (Arenen) – Langenfelde – Diebsteich – Holstenstraße – Sternschanze – Dammtor – Hauptbahnhof \ Hauptstrecke – Hammerbrook (City Süd) – Elbbrücken – Veddel (BallinStadt) – Wilhelmsburg – Harburg – Harburg Rathaus – Heimfeld (TU Hamburg) – Neuwiedenthal – Neugraben – Fischbek – Neu Wulmstorf – Buxtehude – Neukloster – Horneburg – Dollern – Agathenburg – Stade / in Tagesrandzeiten – Berliner Tor |

In der Nähe befindet sich eine Bushaltestelle, an der die HVV-Buslinien 22 und 180 verkehren.

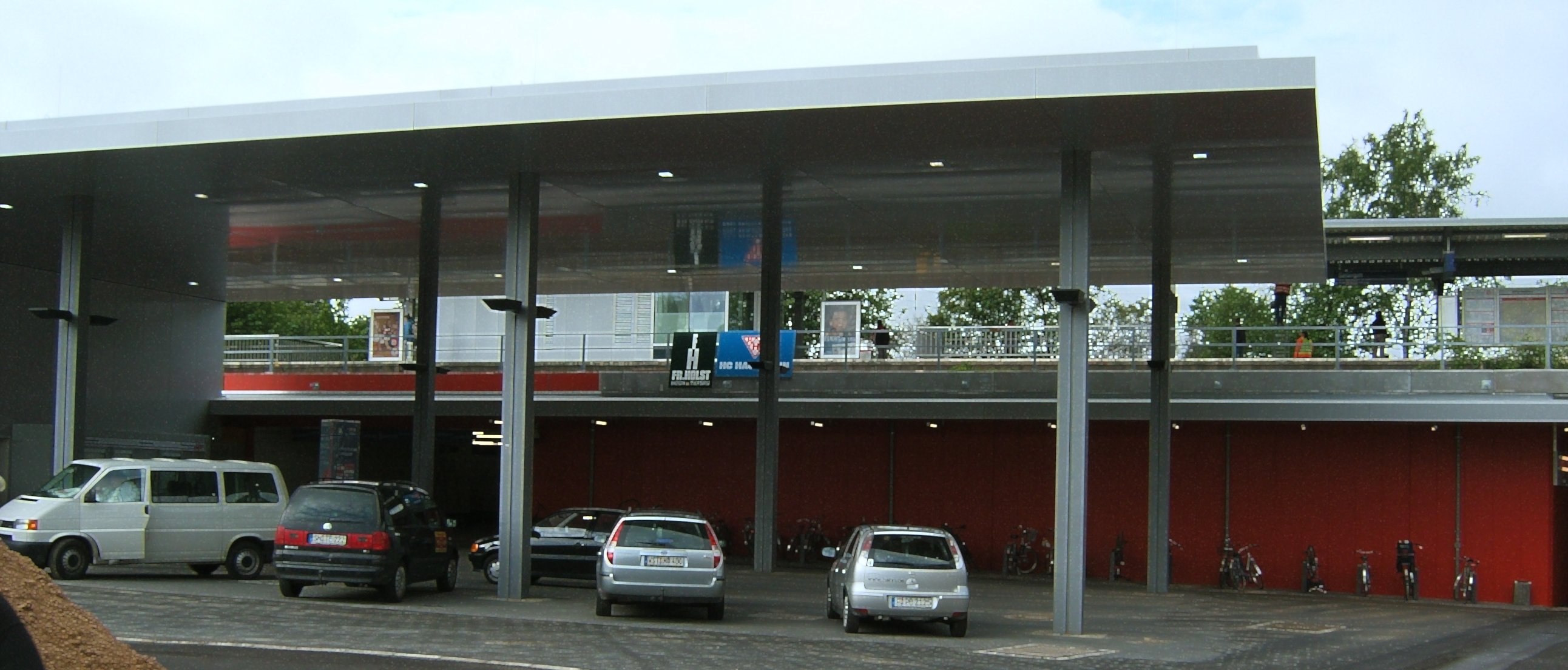
Blick auf den Bahnsteig von unten